# Bolsa de apostas
Uma bolsa de apostas é uma plataforma que permite que vários apostadores apostem uns contra os outros. Tipicamente uma Aposta implica que um apostador aposte contra a casa de apostas apenas a favor de um certo acontecimento, no entanto, nas Bolsas de Apostas os apostadores apostam uns contra os outros, e por isso um Aposta que certo acontecimento vai acontecer (Back) e outro Aposta que esse acontecimento não vai acontecer (Lay). Uma aposta contra é especialmente útil em mercados com muitas seleções possíveis (normalmente em corridas de cavalos quando você tem 6, 7, 8... possíveis vencedores). O apostador simplesmente fará uma única aposta se acreditar que um cavalo não ganhará: uma aposta contra. Quem faz a Aposta Lay age como uma Casa de Apostas. A Bolsa de Apostas cobra uma comissão a quem ganha a Aposta por isso normalmente não limitam o valor apostado como normalmente fazem as Casas de Apostas.

## Trading de apostas desportivas
Uma bolsa de apostas permite aos utilizadores, os apostadores venderem apostas (Back) ou comprarem apostas (Lay). Permitindo que se negociem  - Trading de Apostas.
O Trading é a atividade de compra e venda de apostas a odds diferentes numa mesma selecção de um mesmo Mercado.
O Trading de Apostas Desportivas permite aproveitar tanto a subida como a descida dos preços (Odds). 
Para ter lucro com a subida da Odd, um Trader tem de primeiro fazer uma aposta contra (Lay) a uma Odd mais baixa e depois fazer uma aposta a favor (Back) a uma Odd mais alta.
Ou inversamente, para ter lucro com a descida da Odd, um Trader tem de primeiro fazer uma aposta a favor (Back) a uma Odd mais alta e depois uma aposta contra (Lay) a uma Odd mais baixa.
Os lucros ou prejuízos de um Trade são determinados no momento em que se faz a segunda aposta, fechando o Trade, e dependem da variação das probabilidades (odds), que terão de se mover favoravelmente para o lucro ser alcançado.
Existem hoje vários fóruns  criados para ajudar os traders portugueses a terem lucro e aprender como realizar estas operações nas bolsas de apostas.
A bolsa de apostas tem vantagens e desvantagens. A principal vantagem é que as odds são melhores em relação às que forem propostas pelas casas de apostas. Isto acontece porque as casas de apostas retiram uma margem das apostas que divulgam. As principais desvantagens são três: primeiramente, se pode apostar unicamente se outros apostadores querem apostar consigo (intercâmbio). Segundo, colocar uma aposta pode ser mais complicado do que colocar a mesma aposta numa casa tradicional. A terceira desvantagem é que não se podem fazer apostas combinadas.
A proposta de orçamento de Estado para Portugal, 2020, sobe a taxa a aplicar aos ganhos das Bolsas de Apostas, de 15% para 35%. (citação) Ao ser feita esta alteração, espera-se que o Governo finalize também os regulamentos em falta e que permitem que as Bolsas de Apostas possam operar em Portugal.

## Bolsas de apostas conhecidas
As Bolsas de Apostas, para Apostas Desportivas, mais conhecidas são a Betfair, Orbit Exchange e a Betdaq.
Entre as menos conhecidas estão a Matchbook, a WBX e a Ladbrokes exchange